# (14980) Gustavbrom
(14980) Gustavbrom est un astéroïde de la ceinture principale.

## Description
(14980) Gustavbrom est un astéroïde de la ceinture principale. Il fut découvert le 5 octobre 1997 à l'Observatoire d'Ondřejov par Lenka Šarounová. Il présente une orbite caractérisée par un demi-grand axe de 3,07 UA, une excentricité de 0,13 et une inclinaison de 2,9° par rapport à l'écliptique.

## Compléments